# Norsk rikskringkasting
Norsk rikskringkasting, vanligtvis förkortat till NRK, är Norges public service-radio och -television.
NRK:s sändningar finansieras av statliga anslag och avgifter för TV-licens.

## Bakgrund
Ordet ”kringkasting” är ett inlånat ord från engelskans ”broadcasting”, och började användas 1924. Redan 1925 blev ordet officiellt i Norge.
Sändningar i Norge startades av  Kringkastingselskapet A/S redan 1924. Kringkastingselskapet A/S var en föregångare till NRK som etablerades 1933. NRK bildades som helstatligt bolag, och de hade monopol på radio fram till det att privat lokalradio tilläts på 1980-talet. NRK saknade även konkurrens på TV-marknaden fram till 1992 då Norska TV2 etablerades.
1954 inleddes provsändningar av TV i Norge, och 1960 startades reguljära sändningar. Provsändningar av färg-tv inleddes 1972 och 1975 startade reguljära sändningar även i färg. 1983 tillkom även Text-TV.
Den 16 juni 2011 meddelades att NRK går miste om sändningarna från olympiska vinterspelen 2014 i Sotji och olympiska sommarspelen 2016 i Rio de Janeiro, efter att rättigheterna köpts av TV 2 Norge.

## NRK:s stationer och kanaler

### TV

TV-kanalen NRK 1:s logotyp. Kanalen startade år 1960.

TV-kanalen NRK 2:s logotyp. Kanalen startade år 1995.

TV-kanalen NRK 3:s logotyp. Kanalen startade år 2007.

- NRK1 (startad 1960)

- NRK2 (startad 1995)

- NRK3 (startad 2007)

- NRK Super (startad 2007)

- NRK1 Tegnspråk (startad 2001)

### Radio
- NRK P1 (startad 1933)
- NRK P2 (startad 1983)
- NRK P3 (startad 1993)
- NRK mP3 (startad 2000)
- NRK Gull
- NRK Sport
- NRK Barn
- NRK 5.1
- NRK P1 Oslofjord
- NRK P3 Urørt
- NRK Alltid Klassisk (startad 1995)
- NRK Alltid Nyheter (startad 1997)
- NRK Alltid Folkemusikk (startad 2004)
- NRK Alltid Jazz (startad 2000, lades ned samma år)
- NRK Metro (startad 2000, lades ned 2001)
- NRK Stortinget (startad 2000)
- NRK Sámi Rádio (de första samiska radiosändningarna inleddes 1946)

## Digital-TV
Norge har likt Sverige valt att släcka ned sitt analoga sändarnät etappvis. De sista analoga sändningarna släcktes ned i Nordnorge under kvartal 4 2009.
I det digitala marknätet ligger NRK öppet i en egen MUX medan andra kanaler till exempel TV2 är kodat och kräver abonnemang. I Norge använder man MPEG-4 standarden för sina sändningar. 